# Llaberia
Llaberia is een dorpje in de Spaanse provincie Tarragona, in de regio Catalonië. Het maakt deel uit van de gemeente Tivissa. Llaberia ligt in de bergen, tien kilometer ten noordoosten van Tivissa. Het ligt op de westelijke hellingen van de Serra de Llaberia op 700 meter hoogte en is het hoogst gelegen plaatsje van de gemeente. Het middeleeuws dorpje telt slechts enkele inwoners.

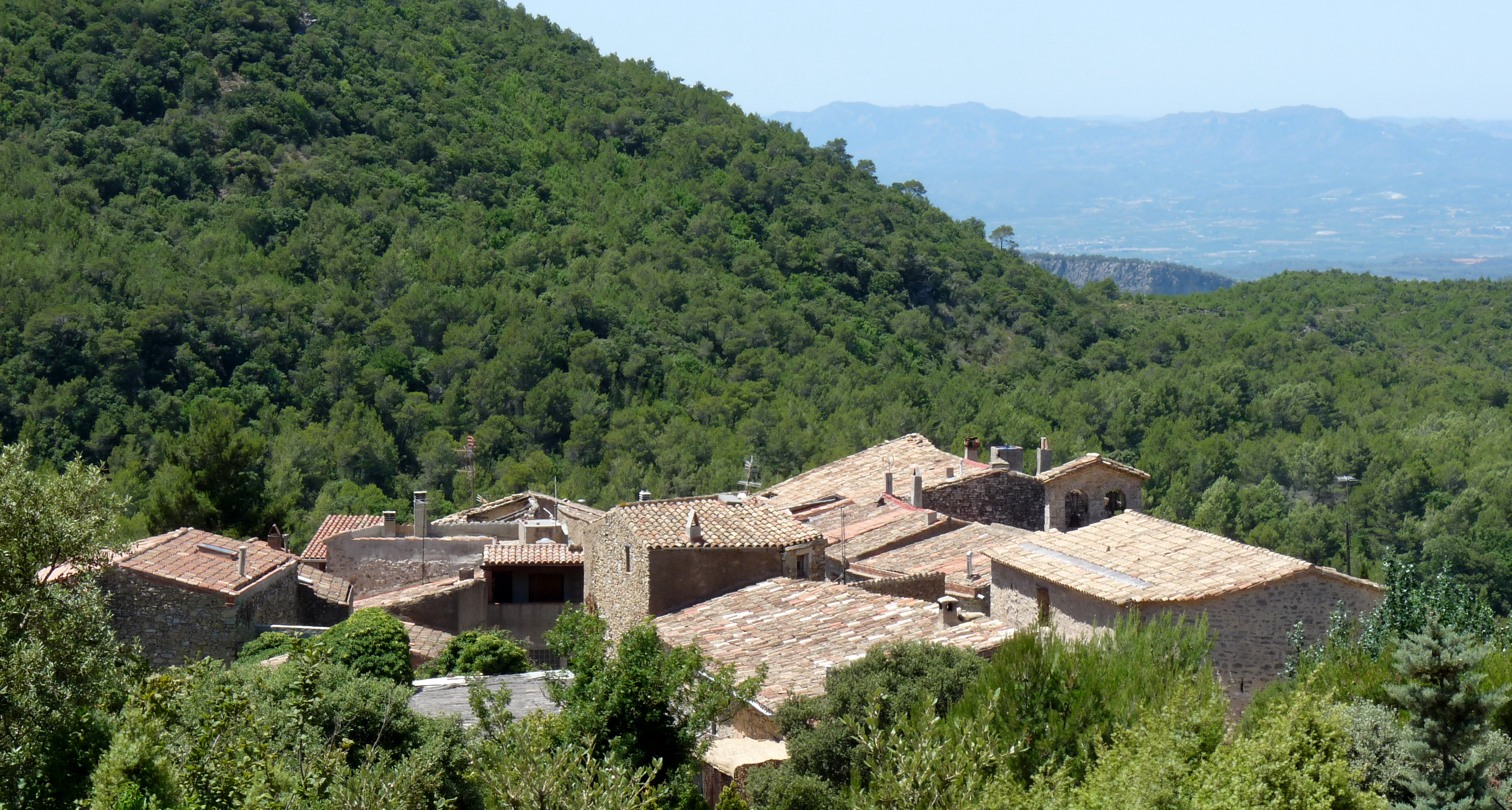
Zicht op Llaberia

## Bezienswaardigheden

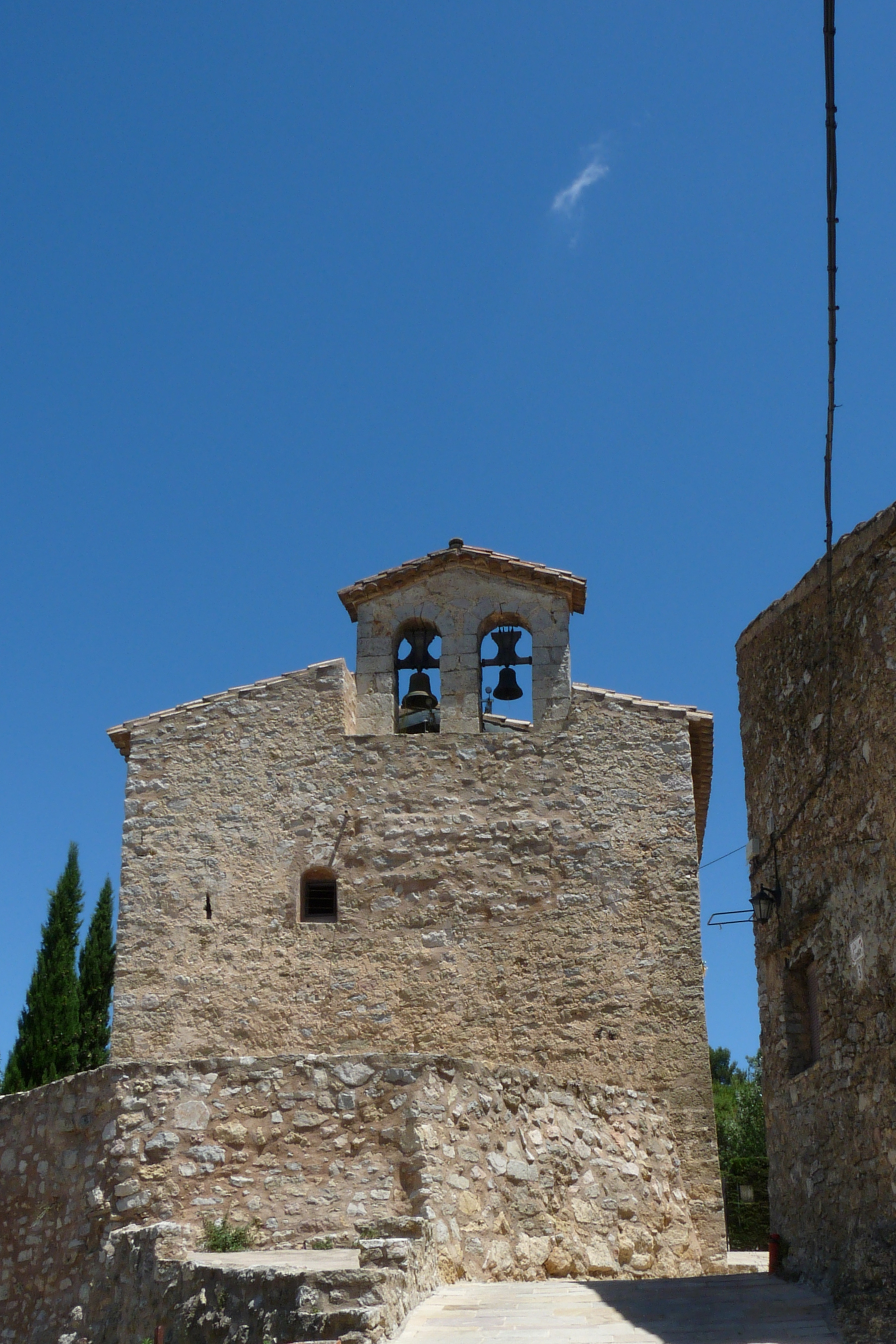
Església de Sant Joan

- De 13de-eeuwse romaanse kerk, gewijd aan Johannes de Doper

## Verkeer en vervoer
Langs de weg is Llaberia enkel bereikbaar via de 9 kilometer lange doodlopende weg TV-3111, die aftakt van de weg tussen Tivissa en Pratdip.
Het is een etappeplaats op de wandelroute GR7.